# عبد العزيز الخميس
عبد العزيز الخميس هو صحفي سعودي، يعمل باحثاً في شؤون السياسة العربية وشؤون الشرق الأوسط. كان مغتربا عن وطنه لقرابة 19 سنة حيث خرج من السعودية عام 1995م وعاد لها في شهر 7 يوليو 2014م 

## سيرته وحياته
وُلد عبد العزيز الخميس 1961م في الرياض، ويعود نسبه لقبيلة تميم من قرية عطار سدير تقع بلدة العطار في منطقة سدير في المملكة العربية السعودية وتبعد عن مدينة الرياض بمسافة 160 كلم شمال الرياض.
درس الصحافة وتخرج من كلية موريس للصحافة في لندن عام 1984م، بدأ العمل الصحفي محرراً متعاوناً في صحيفة الجزيرة السعودية في الرياض من العام 1980م، ثم بمكتب جريدة «السياسة» الكويتية في الرياض، ثم مسؤول التحرير لمكتب جريدة اليوم بالرياض، ثم مسؤولاً للقسم الاقتصادي في مجلة «اليمامة»، ثم المحرر الاقتصادي في صحيفة الشرق الأوسط في الرياض عام 1993م.
عُيِّن بعد ذلك نائباً لرئيس تحرير مجلة المجلة عام 1995م، ثم مسؤولاً للتحرير لمجلة الجريدة، ثم رئيساً لتحرير مجلة المجلة من العام 1998م وحتى الرابع عشر من ديسمبر عام 2000م.
كان أول من أسس وأشرف على المركز السعودي لدراسات حقوق الإنسان في لندن في التسعينات، وحالياً يرأس تحرير العرب اللندنية التي هي أول صحيفة عربية تصدر في بريطانيا وأوروبا.
عضو في المعهد الملكي للشؤون الدولية تشاتام هاوس تبع المراكز للأبحاث والدراسات.
امتهن الصحافة منذ أيام المتوسط والثانوي خلال مشاركته في أنشطة المدرسة، ثم دخل بلاط صاحبة الجلالة الصحافة رسميا حيث تدرج فيه منذ العشرين من عمره إلى الآن.
له آراء سياسية كتبها في عدة صحف كالشرق الأوسط، والجزيرة، واليوم، وميدل ايست أونلاين، ورأس بعضها مثل رئاسة مجلة المجلة السياسية خلفا مطر الأحمدي.
رأس تحرير مجلة المراقب العربي في عام 2009 وأصبح رئيس التحرير والمسؤول عن صحيفه جريدة العرب اللندنية، فكان لها أسلوب تحريري وتبويبي حديث، وتعد أول صحيفة عربية صدرت في لندن.
اهتم بالقضايا المصيرية والحساسة في وطنه والخليج والعالم العربي، محاربا التطرف والتشدد.

### مشاركته التلفزيونية
له ظهور في التلفزيون السعودي في التسعينات الميلادية، وفي عام 2001 قدم برنامج حديث الخليج على قناة شبكة الأخبار العربية Ann، وكان موضوع اولى الحلقات في 27/10 /2001«العنف الذي استشرى بين شباب الخليج العربي: مسبباته وسبل ايقافه».
كان له ظهور في برنامج النادي السياسي ضيفاً مع العديد من صحفيين المهجر في لندن، كما أن له عدد من اللقاءات التلفزيونيه على قنوات عربية وعالمية كقناة Press TV، وبي بي سي بريطانيا، والجزيرة بلغتيها والمستقلة، وanb اللبنانية، وروتانا خليجية، والحوار، والحرة والرشيد.
أسس أول مركز سعودي لحقوق الإنسان في التسعينات في لندن، وانضم مجلس الإدارة لمركز الديمقراطية وحقوق الإنسان.

## سبب خروجه من السعودية
ذهابه إلى بريطانيا وتحديدا لندن فقد ذكر في إحدى مقابلته ببرنامج اتجاهات في 16 مارس 2014 أن ذلك كان بسبب العمل، وعدم إعطائه ترخيصاً لإنشاء مجلة تكون مملوكة له في السعودية. يقول كيف لي وأنا إعلامي سعودي لا أستطيع أنا اعمل في بلدي بمهنتي الإعلامية ومهمتي راح ارجع وتركت السعودية بسبب هذا الموقف وليس بسبب سياسي ولهذا رجع للسعودية في شهر يوليو 2014م.

## من مقولاته
- الصحافة سباق مع الزمن شفافية في نقل المعلومة احترافية في تحريرها مصداقية لا تهاون فيها وبالتالي نجاح وإشباع للمهنية وخدمة مهمة للقراء.
- من قال أن الصحف تموت، الحي يحييك والميت يزيدك غبن، القراء ينتظرون منك خدمتهم بالمعلومة حينها ستعيش وتنمو وتورق شجرة المصداقية وتظلل العطشى.
- لو كان لدينا إعلام حر يتمتع بميكانيكية واستقلالية ويدرب محرريه على الصحافة الاستقصائية لتكشف لدينا الاف القضايا، الإعلام هو حربة الإصلاح.
- لم يستطع الدعاة تفكيك آلية مايصفونه بالاستبداد فهم لايستطيعون الاقتراب من قيادة الناس في الشارع ولا حيلة لهم سوى مواقع التواصل الاجتماعية بعد أن خسروا المنابر في المساجد.
- نحتاج إلى الاختلاف حتى يصح البدن.
- أنا الوطني المهاجر لن أنتظر من أحد شهادة حسن الوطنية فوطني يعيش معي حتى لو تلثمت ثلوج سفوح يوركشاير.

## وصلات خارجية
- صفحته على التويتر
- أرشيف الكاتب ومقالاته في جريدة العرب اللندنية
- مقالاته في ميدل ايست أونلاين